# クロックタワーゴーストヘッド
『クロックタワーゴーストヘッド』（CLOCK TOWER GHOST HEAD）は、1998年3月12日にヒューマンから発売されたPlayStation用ゲームソフト。
ホラーアドベンチャーゲーム・クロックタワーシリーズの3作目で、基本システムを同一としつつ、ストーリー、登場人物などが異なる番外編的作品である。
前作までは巨大なハサミを備え持つ怪人シザーマンが殺人鬼として登場し、ヨーロッパにおけるゴシックホラーやサイコサスペンスホラーをモチーフにした非日常的な世界を演出していたが、今作では舞台が日本となる。とある家系の怨念、呪い、悪霊、豹変し凶器を持って襲い掛かる少女など、日本特有のオカルト要素をモチーフにした、Jホラー的な雰囲気が特徴である。旧作に比べてストーリー性が増し、ゲーム中で用いられているBGMの種類も増えているなどの変化がある。
なお、シリーズの生みの親である河野一二三は製作に関わっていない。
アメリカでは前作『クロックタワー2』が『Clock Tower』名義で発売されたため、本作は『Clock Tower II: The Struggle Within』として発売された。舞台もカリフォルニア州サリナスに変更され、登場人物の名前も西洋風に置き換えられているが、作中の表現やグラフィックは日本風のままである。

## ストーリー
本作のシナリオは、エンディング分岐が存在するもののストーリー自体は一本道であり、前作と異なりシナリオ展開次第で探索する場所が変化する要素はない。
第1章～呪われた家～Yellow Cursed Doll
1999年の春、東京の高校に通う御堂島優は学校で心神喪失状態で傷害事件を起こした。その時の自分は「翔」と名乗ったと言う。優は自分の中の残虐非道な人格が存在するという事実に怯えつつも、その時自分が持ち歩いていた「ミコシサマ」を持っていなかったことから、それを持てば翔は発現しないという確信があった。その後、彼女は父の友人である鷹野初の家に居候することになった。彼は、この町で薬品研究所の所長を務めていた。
夜遅く居候先の鷹野家に到着した優だが、声をかける者の家は静まり返っていた。家に上がった直後にラップ音のような物音を聞いた優は、家人の姿を探して家の中を歩き回り、家のあちこちで黄色い液体に塗れた肉片を発見する。その肉片が鷹野家の長女・秋代のものであることを知ったため、ショックと恐怖で翔の人格が呼び覚まされる。更に鷹野家の三女・千夏が狂ったように包丁を振りかざして襲いかかり、優も命の危機にさらされる。千夏が発狂したのは、16年前に鷹野家に預けられた黄金像に仕込まれた幻覚剤が原因であり、彼女の兄・雅春がパニックのあまり鎧を着こんだ際、内部に仕込まれていた幻覚剤によって同じく発狂する。そして、優は黄金像を焼却処分した際、燃やされた幻覚剤の化学反応により千夏は正気を取り戻し、初の妻・弥生の通報により病院に運ばれる。
第2章～白い檻～Noisy Monsters Case
黄金像を処分した後、優は気絶し、弥生の通報で病院に搬送される。刑事・礎から千夏も弥生も無事であると知らされ、安心したのもつかの間、どこからか悲鳴が上がり、礎は優を病室に残して様子を見に行く。優はベッドを出て自らも病室の外に出るが、病院はなぜか人の気配が全くなかった。そして緑色の肌をしたゾンビのような怪物に襲われるという異常な事態に巻き込まれていく。
第3章～閉ざされた扉～The Farthers
優は病院の外から大量に入り込んできたゾンビを前に気絶するも、ショットガンで応戦した礎のおかげで危機を脱し、病院のすぐ隣にある弁天製薬研究所の一角で目を覚ます。礎は初が今回の事件に深くかかわっていると疑っており、彼が自宅での事件の後に研究所に入るのを見たことでその関与を確信する。礎はこの場に留まるよう優に言い残して単身、研究所内部へと潜入する。
礎を追って研究所に来た優は、謎の男・才堂不志人や、優に殺意を持つ藤香に追われながらも、探索を続け、自分自身の出生の秘密に纏わる、悲しい真実にたどり着く。

### エンディング
エンディングA
優が研究所地下に存在する謎の礼拝堂にたどり着いたとき、父・崇が才堂に追い詰められれていた。崇は才堂を陥れるために、才堂が家のしきたりとして墓に生き埋めにした赤子を掘り返し、優として育てたものの、道具として利用することができず、幻覚剤による復讐に切り替えたことを明かす。真相を語り終えた崇は建物が爆発することを告げ、優に脱出するように促した後息絶える。駆け寄ろうとした直後、崇に撃たれて倒れた才堂が起き上がり優を殺そうとするが、駆け付けてきた礎の発砲により才堂は死亡する。脱出後、高台の上から炎上する研究所を眺めつつ、優は全ての惨劇の引き金になってしまった自分を責め泣き崩れるが、礎は君もあそこで死んだと慰めの言葉をかけて去っていく。その背中を見送りながら、優は穏やかな微笑みを取り戻す。
エンディングB
黒幕と睨んでいた初の死体を発見した礎は、研究所を出て応援を呼ぶ事にして優に脱出を促し、優は止むなく賛同して脱出する。
エンディングC
研究所で取材を続けていたカメラマン・剛元は、天才科学者・才堂について突き止めるもそれ以上は分からず撤収を決める。優は繰り返される「才堂」という言葉に疑問を抱きつつ、剛元について脱出する。
エンディングD
研究所奥で会った藤香は優への怨嗟の言葉を吐き、彼女を絞殺する。
エンディングE
翔は手錠に繋がれた崇と遭遇する。全ての悲劇の責任の所在を崇に押し付けて糾弾する翔に対し、崇は人を食ったような口ぶりで翔を罵倒する。逆上した翔は崇をナイフで刺し殺してしまう。
エンディングF
才堂と遭遇した翔は強気な態度で問い詰めようとするも、振り下ろされた鉈を避けられずそのまま殺されてしまう。
エンディングG
優は研究所の中庭で血溜まりを見つけた直後、天井から高野家にあった鎧が落ちてきた。直撃した優は即死する。
1章で雅春が死亡した場合は3章で必ずこのエンディングになる。
エンディングH
藤香と遭遇した翔は、拳銃を構えようとするが、先に藤香に撃たれてしまう。
エンディングI
優が黄金を燃やそうとしたところ、千夏の襲撃でミコシサマを落とし、翔に変貌する。黄金像や呪いに懐疑的な翔は千夏の包丁を奪いとり胸部を串刺しにする。しかし千夏は間を置かずして起き上がり、油断していた翔は呆気なく殺されてしまう。
エンディングJ
狂気に取り憑かれた初は、自分を含む才堂家に関わった全ての人間を殺す事で呪いを終わらせようと錯乱状態で襲い掛かり、翔を殺害する。
エンディングK
翔の様子を見た初は「呪いだ」と叫びながら家の奥に去っていくが、直後に千夏に襲われて片腕を切り落とされる。その後、書斎で初を発見するが、間もなく現れた千夏にとどめを刺され、優たちもそのまま殺されてしまう。
エンディングL
翔が弥生を救出している間に千夏が寝室から逃げてしまい、弥生や優を殺してしまう。
エンディングM
優が弥生を助けるべく千夏を突き飛ばした際、その恐怖心から翔が発現しそうになる。優はミコシサマと共に翔を必死に抑え込もうとするも、その隙に千夏に刺し殺されてしまう。

## ゲームシステム
カーソルで移動先、調査対象を指定する点は従来のシリーズを踏襲しているが、謎解きの面では本作独自の要素が導入されている。
人格交代
主人公の優は二重人格であり、極度の恐怖や身に危険に晒された時、翔と名乗る男性の人格が出現する。よって、危険な状態になると自動的に翔が出現し、優の人格を抑えて活動を始める。ただし、優の状態でミコシサマと呼ばれるお守りを所持していれば、翔が出現することはない。つまり、ミコシサマは優と翔の人格変化の鍵であり、プレイヤーは二つの人格を操作することでシナリオを進行させていくこととなる。そのシステム上、ミコシサマを手放した状態でわざと敵に襲われ、翔を出現させなければならない時もある。逆に言えば敵に追われなければ翔になる事が出来ない。ミコシサマを置ける場所はあちこちに点在する。翔の状態でミコシサマを回収すると優に戻る。
人格交代は謎解きや逃走だけではなくストーリー上においても重要であり、翔の粗野な態度が身の破滅を招いたり、逆に優がミコシサマを持っていた所為でピンチの際に翔に交代できず殺されてしまう、などと言った変化が用意されている。
救急箱
今作における体力回復手段。同じ場所で何度でも使用できる。クリックするとその場で自動的に回復する。携帯はできず、体力が減っていない時にはおかれている場所をクリックしても効果は無い。なお救急箱がある場所は大抵ミコシサマをおけるようになっているが、救急箱の入手地点にミコシサマを置き、体力が減った状態でクリックした場合、ミコシサマの入手が優先される。
銃火器類
翔の唯一の攻撃手段。翔でこれらの武器を持っていなかった場合、入手可能な場所で拾って使うことが出来る。優の場合は武器を発見しても拾う事はあまり無く、所持しても技術や知識が無いため使用できない。翔の状態で武器が手に入らない状況下で敵に追われている場合は優に戻った上でアイテムや回避ポイントを使っての撃退が必要となる。その為、逃走中はミコシサマを手放す事は出来ないが回収は可能。また、逃走中でも武器を拾う事はできる。
拳銃
最も多く配置されている武器。弾数は5。2章以降で出現するゾンビに対しては弱点を狙わなければ倒すことができない。威力も低く、才堂に対しては数発撃ち込まなければ倒せない。
ショットガン
2章から登場するが数は少ない。弾数は4。敵の全部位を攻撃できるためゾンビを1発で倒せるが、才堂には2発使ってしまう。
マシンガン
最強の武器。弾数が20と破格の多さでありゾンビは勿論、才堂すらも一回の攻撃で倒せる。ゲーム中に2丁しか存在せず、1丁は隠しアイテム扱い。もう1丁はエンディング直前に手に入る。
イノリサマ
隠し武器。見た目は青いミコシサマだが、構える事によって三段階までチャージされる光線を放てる。使用回数は無制限。チャージは一段階で拳銃、二段階でショットガン、フルチャージでマシンガンと同等の性能となる。チャージする暇が無ければ拳銃程度の性能しかないため、敵と距離が近い状況で使うのは不利。あくまで隠し要素に過ぎず、ストーリーでは一切触れられない。
カーソル
画面上に表示される矢印。これを動かし画面上のものをクリックしていくことでキャラクターを間接的に動かし、ゲームを進めていく。後述のパニック状態中には激しく点滅して危機を知らせる。また体力メーターも兼ねており、敵の攻撃の回避に成功すると体力の減少を色の変化で知らせる。最低値は赤で、この時にパニック状態に陥るとゲームオーバーとなる。
移動の際は、カーソルを少しずつずらしながら決定ボタンを連続で押していけば立ち止まることなくスムーズにキャラを移動させることができ、前作よりも操作性は上がっている。
クリックポイント
調査可能な対象物。対象物が扉の場合は開閉して移動する。カーソルをクリックポイントに重ねると、カーソルの形状が変化し、扉の場合はカーソルに矢印のマークがつく。
体力
主人公の体力。前述の通り、カーソルの色で判別する。満タンは白、一段階減っている場合はオレンジ、最低は赤である。パニック状態中に追跡者（敵キャラクター）の攻撃やトラップを回避した際に減少し、最低の段階でパニック状態に入ると連打の有無に関係なくゲームオーバーとなってしまう。体力の減少は回避の可否にのみ関わり、それ以外の行動には一切影響しない。救急箱を入手すれば回復可能。前作では、減った体力は通常状態時のみ、時間経過で回復したが、今作は回復アイテムの救急箱を取らなければ回復しない。最低の状態で死亡すると一段階回復した状態でコンティニューとなる。
通常状態
敵に見つかっていない状態。基本的に無音（特定の部屋をのぞく）であり、特定の箇所のクリックによる敵出現、イベントでの敵出現、一度敵を撃退後に一定時間が経過するなどして敵に見つかるとBGMが鳴ると共に逃走状態へ移行する。前作に比べると時間経過による出現頻度はかなり低く、特定のポイントをクリックする事で出現するか、敵がいるマップに入ることで遭遇するパターンが大半である。
逃走状態
敵に発見され追われている状態。BGMが鳴り、アイテムによる撃退ないし回避ポイントを用いて敵を完全に回避するまでは逃走状態が継続する。また特定の敵に関しては、条件を満たして撃退しないと復活し続ける場合もある。逃走状態中は、ドア及び敵の撃退・回避に有効なものにしかクリックポイントが発生しない。前作と異なり、逃走中はセーブ不可。
また、前作ではクリックした地点に移動している最中はマップ外にいる敵キャラクターが侵入してこないようになっていたが、本作では移動中でも時間経過後に侵入してくるようになったため油断していると追いつかれ易くなる。回避ポイントへ移動中に敵が侵入してきた場合、ポインターが消滅して隠れることができなくなる（撃退ポイントについては引き続きクリックは可能）など、逃走のリアリティが高められている。
回避ポイント
クローゼットやロッカーの中など、隠れて敵をやり過ごせるクリックポイント。「隠れポイント」とも。前作まではポイントによっては隠れても発見されてしまう場合があったが、今作では見つかる事はまず無い。
撃退アイテム
敵を撃退するためのアイテム。モップ、椅子、消火器、洗面器などの日用品がほとんどで、今作では優専用の撃退アイテムとなる。別の作品で「回避ポイント」と呼ばれるもの。一度使うと無くなってしまうもの、何度でも利用可能なものの2種類がある。中にはダメージを与えられず、撃退に失敗するアイテムもある（その場合は部屋を出て逃走状態が継続）。これらや回避ポイントが全く無い部屋も多く、前作に比べると配置が疎らである。また、有効なポイントであれば必ず一撃で倒せるため、翔の銃撃よりも有利。
パニック状態
敵に追い詰められパニックに陥っている状態。カーソルの点滅によってパニックを示し、RSIシステムが発動する。
RSIシステム
これまでのシリーズで共通して用いられていた、ボタン連打による危機回避システムの通称。連打せずにはいられない（RENDA・SEZUNIHA・IRARENAI）の略称。追跡者や即死トラップに襲われるパニック状態中にボタン連打することによって危機を回避する。追跡者の攻撃を回避した場合は入ってきたドアの外へと自動的に出る。体力が最低値の場合は連打の有無に関わらずそのままゲームオーバーとなる。ゲームオーバー後はコンテニュー画面に移行し、続行するとゲームオーバーになった直後の地点から（追跡者に殺された場合は逃走状態のまま）引き続き再開となり、再開しなかった場合はタイトル画面に戻る。前作のようにメインメニューには戻らないが、タイトル画面に戻ってしまうとコンティニューはできなくなる。また、バッドエンドを迎えた場合も再開できないため、セーブした箇所からやり直しとなる。
トラップ
シリーズ恒例の主人公を死に至らしめる罠。発生するのは優の場合のみ。その場所をクリックする事で発動し、優を襲う。即座に殺される訳ではなく、パニック状態となって連打イベントが発生する。基本的に失敗すると死亡するが、中には体力減少で済むトラップもある。体力減少トラップの場合は連打に成功すれば体力が減らずに済むが、体力が最低の状態で連打に失敗するとゲームオーバーとなる。また、連打に成功してもRSIシステム同様に体力が減少するトラップも一箇所存在する。中には連打以外で切り抜けるものもある。
隠し要素
制服の夏服とサルの着ぐるみが追加されるコスチュームチェンジコマンドや、サウンドテストコマンド、「イノリサマ」が出現するコマンドがそれぞれ存在する。全エンディングクリア後に表示されるが、コマンド入力自体はクリア前から可能。コスチュームを元に戻すにはリセットするしかない。
また、翔を操作してゾンビを倒し、スコアを稼ぐミニゲームがクリア後にプレイ可能になる。
プレイステーションのブラウザで本作のセーブデータを確認すると、シザーマンの愚痴を見る事が出来る（他のヒューマン作品にも見られるお遊び要素）。
イベントカット機能
オプション画面からONにすると、本編中のイベントの他、オブジェクトをクリックした時、敵撃退時、ドアの開閉やエレベーター移動時などのモーションを省略することが可能。

## 登場人物
声優表記は「ゲーム版 / ドラマCD版」。

### 主要人物
御堂島 優（みどうしま ゆう）
声 - 荒木香恵 / 同左
本作の主人公。17歳。幼い頃に父から貰ったお守りを「ミコシサマ」と呼んでおり、いつも精神を安定させるために所持している。大病院の院長である父が不在気味だったため、多くの時間を一人で過ごす幼少期を送った事から内向的で慎重な性格に育った。霊感が強く、何かとその方面へ結び付けて考えてしまう癖がある。
翔に対しては恐れの感情しか抱いておらず、身の危険が迫った時ですら彼の人格を抑え込もうとしていたが、鷹野家の事件で翔が自分を守ろうとしていることに気付いたため、2章からは彼への嫌悪や恐怖の態度を示す事は無くなる。なお、「ミコシサマ」自体はただのお守りであり、人格を抑え込む効果は優自身の思い込みの強さと霊感の強さの結びつきに由来する。
実は才堂不志人の娘であり、本名は「才堂 凛（さいどう りん）」。「双子が生まれたら生き埋めにしなければならない」という才堂家の習わしに従った才堂により赤子の頃に埋められたものの、才堂の失脚を画策する崇によって掘り起こされ、御堂島優と名付けられて育てられた。
ゲーム内での千夏たちへの撃退方法は身近な物で殴りつけることや隠れることがほとんどである。
銃を拾うことは出来るが、知識がないので扱えず、機械関係や理数関係に関しても苦手意識を覗かせる。死体などにも耐性がない。
周囲に気配りのできる性格を反映し、クリックポイントが多いが、その分罠のポイントも多い。
海外版では「アリッサ・ヘイル（Alyssa Hale）」という名前であり、次回作『クロックタワー3』の主人公と同名。
翔（しょう）
声 - 瀧本富士子 / 桑島法子
本作のもう一人の主人公で、優の持つ男性の人格。この人格で行動している時は優の意識が全くない。優とは対照的に残酷な性格で障害となるものを排除することに躊躇しない。他人に対して排他的かつ攻撃的な一方、優には優しさや気遣いも見せている。冷酷な性格とはいえ自分から率先して残虐行為に手を染めることはなく、ぶっきらぼうながらも弥生に逃げるように促したり、剛元や礎に対しても態度は粗暴ながら研究所から早く立ち去るように忠告するなど、他人に対する気遣いはある。
どのような過程で生まれたのか、なぜ優に宿り続けるのかなどの謎については作中で一切触れられておらず、彼自身も事件の根幹には関わりは無い。クリア特典のGUIDEでは、優と共に生き埋めにされた双子の片割れの意識、或いは才堂家に恨みを持つ者の怨念という可能性が提示されているが、最終的な結論は「不明」とされている。
ゲーム内での撃退方法は拳銃による発砲のみ。弾切れなどで攻撃手段がなくなった場合は優に戻る必要がある。
機械関係や理数系に強く、事件の真相をいち早く理解するなど、頭の回転が速い。死体などに耐性がある。
興味のある事以外には関心が無いため、クリックポイントは優に比べて少ない。その分、トラップに引っ掛かる事は無い。
同じ人物に話しかける場合でも、優で話すのか翔で話すのかで、会話の内容は大きく異なってくる。場合によってはシナリオ進行やエンディングにも影響を及ぼす。
海外版では「ベイツ（Bates）」という名前で、日本版と違って男性声優が担当している。
御堂島 崇（みどうしま たかし）
声 - 大木民夫 / 松尾銀三
優の父親。45歳。大病院の院長を務めているが、弁天製薬研究所で意外な形で再会することになる。
かつては弁天製薬で1、2を争うほどの技術者だったが、天才である才堂によってその座を追われたことから復讐を決意し、初と共謀して才堂家の墓から生き埋めにされていた赤子を掘り起こした。当初はその赤子である優を使って才堂を失脚させるつもりだったが、優を育てる内に情が移ってしまったため、幻覚剤を使って関係者全員を狂わせるという形で復讐を果たした。
藤香（ふじか）
声 - 鈴木富子 / 根橋美絵子
優の前に現れる謎の女性。消え入るような声で話し、異常とも言えるほど青白い肌をしている。
その正体は崇の実の娘。8歳の時に両親が離婚し母に引き取られたものの、その母は1年後に他界。親戚間をたらい回しにされながら父への憎しみを募らせ、ある時、父が優を連れて歩いているところを偶然目撃したことで復讐を決意した。当初こそ院長に殺されかけた優を助けたもののあくまで自分の復讐を邪魔されたくないがためであり、研究所では傍観に徹しつつ明確な殺意をもって接してくるようになる。
優を襲おうとして出現した翔に返り討ちに遭った後も優の命を狙おうとするものの、寸前で止めに来た崇へのあてつけとして服毒自殺した。
クリア特典であるGUIDEによると、没になった第一期シナリオでは探偵会社の社長であり、事件を起こした張本人という重要な役割であった。
礎 等（いしずえ ひとし）
声 - 二又一成 / 木下尚紀
弁天町の隣町である三舞町の警察署に勤務する刑事。25歳。クールな二枚目キャラ。通報をきっかけに事件を捜査するうち惨劇に巻き込まれてしまう。
クリア特典であるGUIDEによると剛元同様、当初のシナリオ案では主人公の1人になる予定だった。製品版である第二期シナリオでは特に重大な設定は用意されなかったものの、第2章の最後にゾンビの群れと戦うパートでは彼を操作することになる。
ストーリーの大筋には絡まないが、エンディングでは危機に陥った優を助けに駆け付け、エンディングムービーにも登場する。

### その他の人物
鷹野 千夏（たかの ちなつ）
声 - 鈴木富子 / 前田千亜紀
鷹野家の次女(末っ子)で小学一年生。7歳。ごく普通の少女で、優にも懐いていたが、納屋にしまいこまれていた謎の黄金像の影響により殺人鬼へと変貌してしまう。何かに取り憑かれたのか不気味な笑い声と共に優を襲う。
前作におけるシザーマンと同様に、打撃・銃撃や高所からの落下などの物理的ダメージでは一切死なないという奇妙な性質を持つ。
理由は不明だが、皮膚が異常なほど白い。
鷹野 初（たかの はじめ）
声 - 矢田耕司 / 里内信夫
弁天製薬研究所の所長であり千夏や秋代の父親。43歳。優の父親とは古い友人で、優を引き取り、家族ぐるみの付き合いがある。
今回の事件の発端を才堂家の呪いと称して大いに恐れており、錯乱のあまりに優や翔を襲うこともある。小心者で頼りなく見えるが、科学者としては犯罪すら厭わないほどの向上心を持ち、それが一連の事件の一因ともなっている。
千夏の事件の後は研究所に向かう姿が目撃され、礎には今回の事件の黒幕と睨まれる。後に事件の真相と呪いの正体に気付くも、研究所内の墓地にて瀕死の状態で優と再会し、全てを知る崇を探すように言い残して息を引き取る。
鷹野 弥生（たかの やよい）
声 - 中西妙子 / 溝上真紀子
初の妻。千夏に襲われているところを翔に救われる。千夏が倒された後、三舞署に通報した。事件の生還者の1人だが、エンディング分岐によっては途中で死亡する。
鷹野 秋代（たかの あきよ）
鷹野家の長女。帰宅途中、才堂不志人にHU599菌を投与されゾンビにされる。自我は消失したが、「家に帰りたい」という思いだけで帰宅し、玄関に出迎えにきた弥生を襲ってしまい、初によって殺害された。
体をバラバラにされ、それぞれの部位が家の異なる場所に放置されているがその理由は不明。ダイニングに置かれた片腕は寄生脳があるため、切断されて尚も動いている。
鷹野 雅春（たかの まさはる）
鷹野家の長男。今年、高校入学を控えていた。
剛元 亘（ごうもと わたる）
声 - 大塚明夫 / 幸野善之
筋肉質な新聞記者のカメラマン。弁天病院を取材していたが、危険な所にでも乗り込んで行く。35歳。行動力はあるものの、慎重さや周囲の気遣いに欠けるのが欠点。
フラグ立て次第では最終章で殺された状態で発見される。
クリア特典であるGUIDEによると礎同様、当初のシナリオ案では主人公の1人になる予定だった。精神的に弱く、絶望のあまり自殺するEDもあった事が語られている。
才堂 不志人（さいどう ふしひと）
声 - 大塚明夫 / 西脇保
弁天製薬研究所を徘徊する謎の殺人鬼。般若の仮面を被っており、素顔は不明。
「総ての人間に死を…」という謎めいた言葉を呟きながら、巨大な鉈を使い殺人を行う。
その正体は優の実の父。かつては天才的頭脳を持つ科学者だったが、「双子が生まれたら呪われた子と看做して生き埋めにしなければならない」という才堂家の習わしに従い、我が子を生き埋めにした後、HU599菌という狂気の研究に取り憑かれることになる。弁天病院から提供される患者を何人も実験台にして非道な研究を進めていたが、最後は崇に幻覚剤を投与されて自我が崩壊し、大鉈を引きずって殺人を繰り返すようになってしまった。自我は崩壊したものの、墓が暴かれて赤ん坊が奪われたことやその真相について知っているらしく、訪れてきた優を呪われた娘と呼び、執拗に抹殺しようとする。
没になった第一期シナリオでは藤香の別人格という設定だった。
岸 温美（きし あつみ）
声 - 中西妙子 / 溝上真紀子
弁天病院の看護婦長。院長の行動を不審に思い調査した結果、恐ろしい計画を知るが事態はすでに手遅れなまでに進行していた為、絶望しきっている。
プレイヤーの行動によっては、思い詰めて死を選んでしまい、発見直後にゾンビ化して襲い掛かってくる。生死自体はエンディングに影響しないが、生存していると最終章のとある場所で弾丸を一度だけ補充してくれる（翔の状態で話しかけた場合のみ）。
宇路 達士（うろ たつし）
声 - 大塚明夫 / 松尾銀三
弁天病院の院長。名医として知られていたが、患者が行方不明になるなど、病院に関する悪い噂が立っていた。
これは彼が才堂不志人に病院の患者を599計画の実験台として提供していたことが原因である。
シナリオ開始時点ではすでに発狂しており、話しかけると優を感染者の餌にしてその隙に逃げようと襲い掛かってくる。通常では優をそのまま絞殺してしまうが、条件を満たしていると優ともみあいになった末に藤香に射殺される。

## メディア展開
漫画
月刊誌『Gファンタジー』にて、高河ゆんがコミカライズした。1998年9月号、10月号連載。
上下編とも30ページ前後の短編で単行本は出ていない。
ドラマCD
1998年7月23日に発売された。優以外の声優は、ゲームと異なる。
物語の結末が本編と大きく異なり、ゲームでは希望を感じさせる終わり方であるのに対し、ドラマCDでは優が自分を責め、途方に暮れる所で終わる。
その他の本編との違いは次の通り。
- 優が転校せざるをえなくなった事件の詳細が異なる（本編が危機に対したものであるのに対し、こちらは理由なき傷害）。
- 崇は翔によって殺される（本編ではバッドエンディングでのみ翔が崇を殺す）。
- 雅春は死亡扱い（本編では生死については触れられない）。
- 剛元は才堂に殺害される（本編では生死が分岐する）。
- 翔の人格は2度と出現しなかったと語られている（本編では翔の人格は宿り続ける）。

その他
CMにて日置由香が出演している。